# М'дауруш
М'дауруш, също Мдауруш (на арабски: مداوروش), е град и едноименна община в Североизточен Алжир, област Сук Ахрас. Градът е административен център на едноименни община и околия. В миналото е известен като Мадавра.
Намира се в Атласките планини, на 20 km югозападно от областния център Сук Ахрас, на 90 km южно от Анаба и на 40 km западно от границата с Тунис.
Населението на градската агломерация е 36 351 жители, а на общината е 41 243 души (преброяване, 14 април 2008).
През римската епоха градът е образователен център, известен със своята философска школа. Там е учил Аврелий Августин, както и роденият в града Апулей.